# Minnesota Lynx
De Minnesota Lynx is een Amerikaanse basketbal-vrouwenploeg uit Minneapolis, Minnesota die meedraait in de WNBA (Women's National Basketball Association). Het team werd opgericht in 1999 door eigenaar Glen Taylor. De ploeg is 4 keer kampioen van WNBA geworden.
De mannelijke tegenhanger van de ploeg is de Minnesota Timberwolves. Ook spelen ze in dezelfde Target Center als de Minnesota Timberwolves.

## Erelijst
Conference Championships:
- 2011 Western Conference Champions
- 2012 Western Conference Champions
- 2013 Western Conference Champions
- 2015 Western Conference Champions
- 2016 Western Conference Champions
- 2017 Western Conference Champions
- 2024 Western Conference Champions

WNBA Championships:
- 2011 WNBA Champions
- 2013 WNBA Champions
- 2015 WNBA Champions
- 2017 WNBA Champions

WNBA Commissioner's Cup:
- 2024 WNBA Commissioner's Cup

## Bekende (oud)-spelers
- Seimone Augustus (2006-2019)
- Rebekkah Brunson (2010-2018)
- Napheesa Collier (2019-heden)
- Teresa Edwards (2003-2004)
- Sylvia Fowles (2015-heden)
- Asjha Jones (2015)
- Kayla McBride (2021-heden)
- Maya Moore (2011-2018)
- Katie Smith (1999-2005)
- Lindsay Whalen (2010-2018)
- Svetlana Abrosimova (2001-2007)
- Anastasia Olairi Kosu (2025-heden)
- Trisha Fallon (1999)
- Kristi Harrower (2001-2003, 2005)
- Anna Cruz (2015-2016)

1 Jessica Adair · 
6 Amber Harris · 
8 Taj McWilliams-Franklin · 
11 Candice Wiggins · 
13 Lindsay Whalen · 
14 Alexis Hornbuckle · 
22 Monica Wright · 
23 Maya Moore · 
24 Charde Houston · 
32 Rebekkah Brunson · 
33 Seimone Augustus · 
Coach Cheryl Reeve
00 Lindsey Moore · 
4 Janel McCarville · 
11 Amber Harris · 
12 Rachel Jarry · 
13 Lindsay Whalen · 
14 Devereaux Peters · 
15 Sugar Rodgers · 
22 Monica Wright · 
23 Maya Moore · 
32 Rebekkah Brunson · 
33 Seimone Augustus · 
Coach Cheryl Reeve
1 Shae Kelley · 
3 Kalana Greene · 
13 Lindsay Whalen · 
14 Devereaux Peters · 
15 Asjha Jones · 
20 Tricia Liston · 
21 Renee Montgomery · 
23 Maya Moore · 
32 Rebekkah Brunson · 
33 Seimone Augustus · 
34 Sylvia Fowles · 
51 Anna Cruz · 
Coach Cheryl Reeve
3 Natasha Howard · 
7 Jia Perkins · 
9 Cecilia Zandalasini · 
12 Alexis Jones · 
13 Lindsay Whalen · 
14 Temi Fagbenle · 
21 Renee Montgomery · 
22 Plenette Pierson · 
23 Maya Moore · 
32 Rebekkah Brunson · 
33 Seimone Augustus · 
34 Sylvia Fowles · 
Coach Cheryl Reeve